# Mário Custódio Nazaré
Mário Custódio Nazaré (Santos, 1 de abril de 1976) es un futbolista brasileño. Juega de defensa y su actual equipo es la Ponte Preta del Campeonato Brasileño de Serie B.
- Datos: Q4809563